# Urbanització Vallmoll Paradís
La Urbanització Vallmoll Paradís és una urbanitació que pertany al municipi de Vallmoll, Alt Camp; del qual es troba a 1 quilòmetre del centre, separat per la carretera N-240. Està situat a una altitud de 180 metres. L'any 2023 tenia 236 habitants.